# Bandera de Colorado
La bandera de Colorado consta de tres franges horitzontals de la mateixa amplada, a la part superior i inferior les franges són de color blau, i la franja del centre és blanca. A la part superior d'aquestes franges hi ha la lletra vermella "C", plena al seu interior amb un disc d'or. El color blau està destinat a representar el cel, l'or representa la riquesa de minerals que es troben a Colorado, el color blanc representa els llocs nevats i el vermell representa el "vermellós del Riu Colorado" (que prové del castellà Colorado volent dir vermell).

## Història
La bandera va ser dissenyada per Andrew Carlisle Johnson el 1911 i fou aprovada per l'Assemblea General de l'estat el 5 de juny del mateix any. No obstant això, el legislador no va especificar la mida de la "C" ni tampoc de forma exacta els tons de blau i vermell. Així, algunes banderes van ser lleugerament diferents quant a colors i van tenir la "C" completament dins de la franja del mig. El 28 de febrer de 1929, l'Assemblea General va afegir a la descripció de la bandera que el colar blau i vermell seria el mateix usat en la bandera dels Estats Units. El 31 de març de 1964, el legislador va dictar el diàmetre del disc d'or, aquest devia ser igual a l'amplada de la franja central.

Bandera estatal (1907–1911)
Variant de la bandera estatal (1911–1964)

Exemple de marcador d'una carretera a Colorado

En una enquesta duta a terme el 2001 de 72 banderes provincials i territorials d'Amèrica del Nord dutes a terme per la NAVA, la bandera de Colorado va ocupar el lloc número 16.
La bandera de l'estat de Colorado també s'incorpora en el disseny de marcadors de carreteres estatals de Colorado.